# Al Qadsia Kuwait
al Qadsia Kuwait SC (arabisch القادسية, DMG al-Qādisīya) ist ein Sportverein aus der Stadt Kuwait, Hauptstadt des Emirats Kuwait.
Bekannt ist der Verein vor allem für die Sektion Fußball. Sie spielt in der höchsten Liga des Landes, der Kuwaiti Premier League. Die Heimspiele tragen die Fußballer im Mohammed al-Hamad Stadion aus. Gegründet 1960, ist der Verein mit 13 gewonnenen Meisterschaften einer der erfolgreichsten des Landes. Nur al-Arabi gewann mehr Titel in der ersten Liga.  Nach dem goldenen Jahrzehnt der 1970er Jahre mit fünf Meistertiteln und vier Pokalsiegen machte der Klub eine längere Durststrecke durch. Zu Beginn des neuen Jahrhunderts kehrte al Qadsia zur alten Dominanz zurück. 2000 und 2005 wurde die GCC Champions League gewonnen. 2006 erreichten die Fußballer das Halbfinale der asiatischen Champions League. Dort unterlag al Qadsia Kuwait SC erst al-Karama aus Syrien. Wurde die Meisterschaft 2007/08 noch knapp um einen Punkt verpasst, konnte ein Jahr später der dreizehnte Titel gefeiert werden. 2014 errang der Verein den Titel im AFC Cup.

## Vereinserfolge

### National
- Kuwaiti Premier League: 1969, 1971, 1973, 1975, 1976, 1978, 1992, 1999, 2003, 2004, 2005, 2009, 2010, 2011, 2012, 2014, 2016[1]

- Kuwait Emir Cup: 1965, 1967, 1968, 1972, 1974, 1975, 1979, 1989, 1994, 2003, 2004, 2007, 2010, 2012, 2013, 2015, 2024

- Kuwait Crown Prince Cup: 1998, 2002, 2004, 2005, 2006, 2009, 2013, 2014, 2018

### Kontinental
- AFC Champions League

Halbfinale 2006
- AFC Cup

Sieger 2014

## Spieler
- Rónald Gómez (2003)
- Sérgio Conceição (2007)

## Trainer
- Luiz Felipe Scolari (1988–1990, 1992)
- Jorvan Vieira (1999)